# Tenuitarsus orientalis
Tenuitarsus orientalis är en insektsart som beskrevs av Kevan, D.K.M. 1959. Tenuitarsus orientalis ingår i släktet Tenuitarsus och familjen Pyrgomorphidae. Inga underarter finns listade i Catalogue of Life.